# Mário Vianna
Mário Gonçalves Vianna (Rio de Janeiro, 6 de setembro de 1902 – Rio de Janeiro, 16 de setembro de 1989) foi um árbitro, treinador de futebol, comentarista esportivo e radialista brasileiro.

## Biografia
Mário Vianna trabalhou como engraxate na infância e como operário em uma fábrica de velas. Mais tarde, se juntou à Polícia Especial do Estado Novo, formada por Getúlio Vargas, onde chegou a ser oficial. Foi lá que começou a apitar partidas de futebol entre os policiais e foi então convidado a se juntar ao quadro de árbitros da Federação Carioca.
Como árbitro foi severo e polêmico, alcançando fama nacional e o direito a apitar jogos da Copa do Mundo FIFA. Mário Vianna apitou as partidas Espanha 3–1 Estados Unidos, na Copa do Mundo de 1950, e Suíça 2–1 Itália, na Copa do Mundo de 1954. Foi expulso da FIFA em 1954, por fazer críticas de corrupção.
Foi também 1º árbitro assistente ("bandeirinha") no seguintes jogos:
- Uruguai 8–0 Bolívia (2 de julho de 1950, Estádio Independência, em Belo Horizonte, Brasil) sendo o árbitro principal o inglês George Reader, e o 2º assistente o iugoslavo Leo Lemešić.
- Áustria 1–0 Escócia (16 de junho de 1954, Hardturm em Zurique, Suíça) sendo o árbitro principal o belga Laurent Franken, e 2º assistente o suíço Josef Gulde.

Em 1957, abandonou a arbitragem e assumiu o cargo de treinador do Palmeiras. Vianna comandou a equipe por 14 jogos, acumulando oito derrotas.
A partir do fim da década de 1960 foi contratado pela Rádio Globo como comentarista de arbitragem, função que exerceu por mais de 20 anos. Participou de equipes de transmissão integradas por radialistas como Waldir Amaral, Jorge Curi e João Saldanha. Fez famosas máximas como "Mário Vianna com dois enes" e "Gol Le...gal", que bradava após a maioria dos gols narrados pelo locutor.
Mário Vianna morreu em 1989, no Rio de Janeiro, aos 87 anos, vítima de pneumonia.